# Maria Păduraru
Maria Păduraru (Negrești, 1970. október 5. –) olimpiai ezüstérmes román evezős.

## Pályafutása
Az 1991-es bécsi világbajnokságon bronz-, az 1992-es barcelonai olimpián ezüstérmet szerzett társaival nyolcasban.

## Sikerei, díjai
- Olimpiai játékok – nyolcas
  - ezüstérmes: 1992, Barcelona
- Világbajnokság – nyolcas
  - bronzérmes: 1991